# Waltraud Fischer
Waltraud „Walli“ Fischer (* 2. April 1937, geborene Waltraud Kühl) ist eine ehemalige deutsche Handballspielerin.

## Karriere im Handball
Sie bestritt in elf Jahren von 1955 bis 1966 60 Länderspiele für die deutsche Nationalmannschaft, zunächst noch auf dem Großfeld, später in der Halle. 1965 gewann sie bei den Weltmeisterschaften mit der Mannschaft die Bronzemedaille. Sie war die erste Nationalspielerin des TSV Bayer 04 Leverkusen. Mit der späteren Nationalspielerin Gisela Hoey-Meeser holte sie insgesamt vier nationale Titel an den Rhein (1965, 1966 und 1974 in der Halle und 1973 auf dem Kleinfeld). Mehr als 1000 Spiele bestritt sie mit Bayer 04.
Sie ist als Frauenwart für den TSV Bayer 04 tätig (Stand 2013).

## Ehrungen
Im Jahr 2010 erhielt sie für ihre Verdienste vom Verein die Goldene Ehrennadel; 2013 durfte sie sich ins Goldene Buch der Stadt Leverkusen eintragen.